# Tristan Koskor
Tristan Koskor (Tartu, 28 de noviembre de 1995) es un futbolista estonio que juega en la demarcación de delantero para el JK Narva Trans de la Meistriliiga.

## Selección nacional
Tras jugar en la selección de fútbol sub-21 de Estonia y en la sub-23, finalmente hizo su debut con la selección absoluta el 11 de enero de 2019 en un encuentro amistoso contra Finlandia que finalizó con un resultado de 2-1 a favor del combinado estonio tras los goles de Gert Kams y Henri Anier para Estonia, y de Rasmus Karjalainen para Finlandia.

## Clubes
| Club                    | País     | Año       | Partidos | Goles |
| ----------------------- | -------- | --------- | -------- | ----- |
| JK Tammeka II Tartu     | Estonia  | 2012-2013 | 33       | 4     |
| Tartu JK Tammeka        | Estonia  | 2014-2017 | 56       | 7     |
| Paide Linnameeskond U21 | Estonia  | 2017      | 4        | 6     |
| Paide Linnameeskond     | Estonia  | 2017      | 7        | 1     |
| JK Tammeka II Tartu     | Estonia  | 2017      | 1        | 0     |
| Tartu JK Tammeka        | Estonia  | 2017-2019 | 58       | 31    |
| Fylkir Reykjavík        | Islandia | 2019      | 0        | 0     |
| Tartu JK Tammeka        | Estonia  | 2019-2021 | 77       | 34    |
| FC Flora II Tallinn     | Estonia  | 2022      | 6        | 3     |
| FC Flora                | Estonia  | 2022      | 12       | 2     |
| Peyia 2014              | Chipre   | 2022-2023 | 11       | 0     |
| JK Narva Trans          | Estonia  | 2023-     | 20       | 8     |